# Kari Ann Peniche
Kari Ann Peniche, född 20 mars 1984 i Gresham, Oregon, är en amerikansk fotomodell. Hon är nakenmodell och har bland annat poserat för Playboy. Hon blev även uppmärksammad då hon i september 2006 hade en tio dagar kort förlovning med sångaren Aaron Carter.
Har medverkat i Celeberty Rehab två gånger, första gången för sexmissbuk och andra gången för sitt beroende av crystal meth.